# 魏州之战
魏州之战是唐德宗建中三年（782年），唐朝河东节度使马燧等率军在魏州（治贵乡，今河北省大名县东北）之西击败魏博节度使田悦的作战。
782年正月，田悦在洹水之战战败后，率领残部千余人逃回魏州城。当时，马燧与昭义节度使李抱真不够协调，屯兵平邑（今河北省南乐县东北），田悦连夜撤至魏州城南郊，其大将李长春关闭城门不放田悦入内，等待官兵前来。久等到天明，李长春才开门放行，田悦进城后杀李长春，依靠孤城顽抗官军。博州（治聊城，今山东省聊城市东北）李再春以城降唐，田悦从兄田昂举洺州（治永年县，今河北省邯郸市永年区东）城降唐，占据长桥的王光进也归顺唐朝。田悦派军使符璘、李瑶率领五百骑兵淄青兵回原地，他们借机向马燧投降。起先，魏州城引御河（永济渠）水进入城后向南流去。马燧令部队堵塞河流入城口，河水干涸断流，城内人心惊恐，田悦便派许士则、侯藏徒步间行游说朱滔、王武俊带兵增援。二月，王武俊已将李惟岳传首京师，朝廷授予王武俊为恒冀防御使，张孝忠为易定节度使，又割赵州（治平棘，今河北省赵县）、深州（治陆泽，今河北省深州市）二州为另一镇，以康日知为观察使。王武俊平日看不起张孝忠，命官在张孝忠之下，引以为耻，对朝廷恨在心。而朱滔征讨李惟岳时，攻下深州，请皇上把深州归己有，没能准许，也耿耿于怀。于是，朱滔与王武俊计划救援田悦，田悦再次出兵二万背城列阵，和马燧等在永济渠交战，大败退回魏州。